# Raciborsko

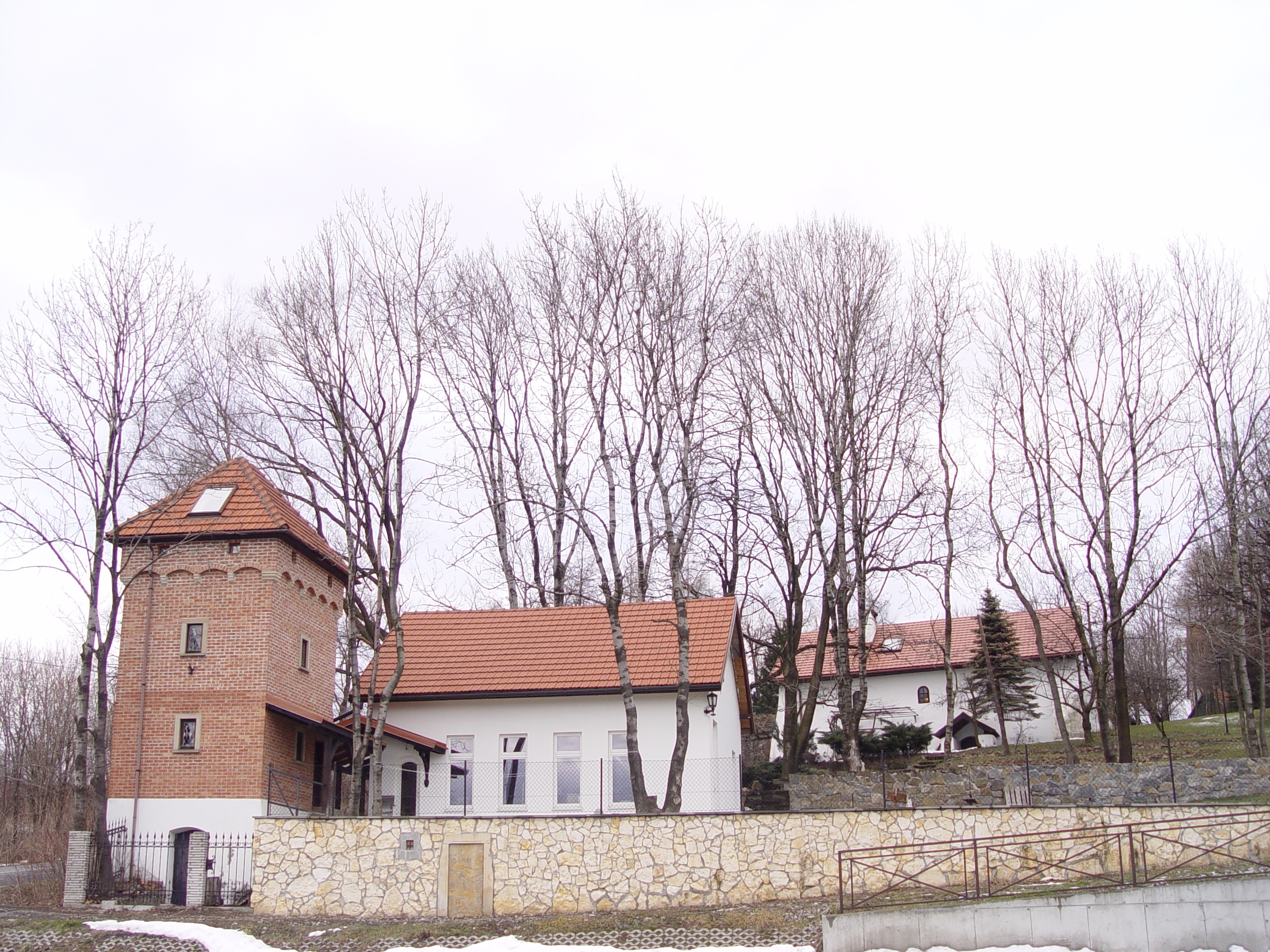
Gutshof in Raciborsko

Raciborsko ist eine Ortschaft mit einem Schulzenamt der Gmina Wieliczka im Powiat Wielicki der Woiwodschaft Kleinpolen in Polen.
Zum Dorf gehören zahlreiche Weiler: Lipowa, Podlipowa, Mostki, Sieprawówka, Ryje, Bonarówka, Zagrody, Witkowice, Rola, Nowe Pole, Pod Banią, Podedwór, Za Cmentarzem (Na Dworskiem). Der wichtigste war Witkowice, früher ein unabhängiges Dorf.

## Geschichte
Der Ort wurde im Jahr 1379 im Satz Vir Iohannes heres de Raciborsco erstmals urkundlich erwähnt. Der Name ist possessiv abgeleitet vom vermuteten Urbesitzer Racibor.
Das private Dorf gehörte zunächst zum Königreich Polen (ab 1569 in der Adelsrepublik Polen-Litauen), Woiwodschaft Krakau, Kreis Szczyrzyc. Im 16. Jahrhundert war das Dorf der Hauptort der Adelsfamilie Morsztyn (Morstin), in der Zeit der Reformation starke Anhänger des Arianismus und Verwalter des Salzbergwerks Wieliczka. Diese radikale Strömung der Reformation lehnt die Dreifaltigkeit ab (Polnische Brüder). Es gab damals eine Gemeinde der Polnischen Brüder, jedoch ohne Kirche. Es gab dagegen eine unitarische Schule, wo u. a. Wacław Potocki ausgebildet wurde.
Bei der Ersten Teilung Polens wurde das Dorf 1772 Teil des neuen Königreichs Galizien und Lodomerien des habsburgischen Kaiserreichs (ab 1804).
1918, nach dem Ende des Ersten Weltkriegs und dem Zusammenbruch der k.u.k. Monarchie, wurde Raciborsko, mit  Ausnahme der Zeit der Besetzung Polens durch die Wehrmacht im Zweiten Weltkrieg, Teil Polens.
Im Jahr 1945 wurde der vernachlässigte Gutshof heimlich zu römisch-katholischen Kapelle. In den 1970er Jahren wurde an dieser Stelle die Marienkirche erbaut.